# Ša'ar ha-Alija
Ša'ar ha-Alija (hebrejsky: שער העלייה, doslova Brána přistěhovalectví) je čtvrť v západní části Haify v Izraeli. Nachází se v administrativní oblasti Ma'arav Chejfa na úpatí pohoří Karmel.

## Geografie
Leží na pobřeží Středozemního moře v nadmořské výšce do 50 metrů, cca 4 kilometry západně od centra dolního města. Na východě s ní sousedí čtvrť Karmel Ma'aravi, na jihu Neve David a na severu a severovýchodě Kirjat Šprincak. Zaujímá úzký rovinatý pás území mezi mořským břehem a západním okrajem svahů pohoří Karmel, odkud sem stékají četná vádí, zejména Nachal Amik, Nachal Alija a Nachal Lotem. Hlavní dopravní osou je dálnice číslo 4 (třída Sderot ha-Hagana), ze které tu k východu do svahů Karmelu odbočuje lokální silnice číslo 672. Populace je židovská, bez arabského prvku.

## Dějiny
Ve 40. a 50. letech 20. století tu fungoval přistěhovalecký tábor. Po dvou desítkách let byla oblast přičleněna k Haifě a proměněna v běžnou městskou zástavbu. Plocha této městské části dosahuje 0,57 kilometru čtverečního. V roce 2008 tu žilo 4 440 lidí (z toho 3 750 Židů).